# Биккуловский сельсовет (Миякинский район)
Биккуловский сельсовет — сельское поселение в Миякинском районе Башкортостана.
Административный центр — село Садовый.

## История
Статус и границы сельского поселения установлены Законом Республики Башкортостан от 17 декабря 2004 года № 126-З «О границах, статусе и административных центрах муниципальных образований в Республике Башкортостан».
Законом от 24 декабря 2012 года № 631-З «О переносе административного центра Биккуловского сельсовета Миякинского района Республики Башкортостан» административный центр сельсовета перенесён из села Биккулово в село Садовый.

## Население
| 2002  | 2009  | 2010  | 2012  | 2013  | 2014  | 2015  |
| ----- | ----- | ----- | ----- | ----- | ----- | ----- |
| 1855  | ↗1993 | ↘1541 | ↘1504 | ↘1453 | ↘1414 | ↘1403 |
| 2016  | 2017  | 2018  |       |       |       |       |
| ↘1370 | ↘1332 | ↘1314 |       |       |       |       |

## Состав сельского поселения
| № | Населённый пункт | Тип населённого пункта       | Население |
| - | ---------------- | ---------------------------- | --------- |
| 1 | Садовый          | село, административный центр | ↘569      |
| 2 | Рассвет          | деревня                      | ↘304      |
| 3 | Чятай-Бурзян     | деревня                      | ↘268      |
| 4 | Биккулово        | село                         | ↘200      |
| 5 | Маяк             | деревня                      | ↘122      |
| 6 | Абишево          | деревня                      | ↘78       |